# Xã Homestead, Quận Otter Tail, Minnesota
Xã Homestead (tiếng Anh: Homestead Township) là một xã thuộc quận Otter Tail, tiểu bang Minnesota, Hoa Kỳ. Năm 2010, dân số của xã này là 362 người.